# Kodè
Kodè est l'un des huit arrondissements de la commune d'Adjohoun dans le département de l'Ouémé au Bénin.

## Géographie
L'arrondissement de Kodè est situé au sud-est du Bénin et compte 6 villages que sont Kode Akpo, Gbannan, Hlankpa, Kakanitchoe, Kode Ague et Gouke.

## Démographie
Selon le recensement de la population de 2013 conduit par l'Institut national de la statistique et de l'analyse économique (INSAE), Kodè compte 7178 habitants.